# Carlos Arévalo (Regisseur)
Carlos Arévalo (* 19. August 1906 in Madrid; † 7. September 1989 ebenda) war ein spanischer Regisseur.
Arévalo studierte zunächst Bildhauerei an der Kunstakademie von San Fernando. Der Ausbruch des spanischen Bürgerkrieges sah ihn auf Seiten der Franquistenen. Zu Ende dieses Krieges war es Arévalo, der die Siegesparade Francisco Francos als zehnminütigen Dokumentarfilm festhielt. Sein erster Spielfilm, ¡Harka!, erzählte die heroische Geschichte der marokkanischen Truppenteile bei diesem Sieg.
Auch sein nächster Film, Rojo y negro, hatte die jüngste Vergangenheit zum Thema – er behandelte die Erschießung einer jungen Politaktivistin zu Beginn des Bürgerkrieges und wurde bald nach seiner Premiere aus bis heute nicht offengelegten Gründen verboten. Bis zum Ende des Zweiten Weltkrieges drehte Arévalo drei weitere Filme.
Erst 1957 konnte er seine Karriere fortsetzen; er beschränkte sich für seine letzten fünf Filme auf reine Unterhaltungsware. Er widmete sich wieder der Bildhauerei und starb im Alter von 83 Jahren.

## Filmografie
- 1941: ¡Harka!
- 1942: Rojo y negro
- 1942: Siempre mujeres
- 1944: Arribada forzosa
- 1945: Su ultima noche
- 1957: Ángeles sin cielo
- 1957: Hospital general
- 1959: Misión en Marruecos
- 1959: Los dos rivales
- 1960: Un Americano a Toledo